# Dave Pottinger
Dave Pottinger é um programador e designer de jogos eletrônicos. Ele trabalhou anteriormente no Ensemble Studios, onde trabalhou em motores de jogos e IA. Ele agora dirige o BonusXP, um estúdio independente de jogos eletrônicos que produziu dois jogos para celular, e possui um jogo RTS chamado Servo em acesso antecipado na plataforma Steam.
Ele se formou na Universidade do Arizona com um diploma de engenharia da computação. Sua esposa se chama Kristen.

## Trabalho
- 1996 - Avarice (Stardock/Continuous Software Systems)[1]
- 1997 - Age of Empires
- 1998 - Age of Empires: The Rise of Rome
- 1999 - Age of Empires II: The Age of Kings
- 2000 - Age of Empires II: The Conquerors
- 2002 - Age of Mythology
- 2003 - Age of Mythology: The Titans
- 2005 - Age of Empires III
- 2009 - Halo Wars[2]
- 2015 - Servo